# بينج بو (راكب الكنو)
بينج بو هو راكب الكنو صيني، ولد في 10 يونيو 1962 في ووهان في الصين.

## وصلات خارجية
- بينج بو على موقع أوليمبيديا (الإنجليزية)